# Bible de Lobbes
La Bible de Lobbes est un manuscrit enluminé daté de 1084. Cette Bible, réalisée par le moine Goderan à l’abbaye de Lobbes (Belgique) est un représentant de l'art mosan. Elle se trouve aujourd'hui au musée du Séminaire de Tournai.

Séminaire de Tournai, au musée se trouve La Bible de Lobbes

## Origine et histoire
La Bible de Lobbes ou codex Biblia Sacra, contient 277 feuillets, dont 274 de la main de Goderan. Les livres sacrés sont précédés par une préface de saint Jérôme. L'ouvrage est remarquable pour le travail d'enluminure formant un ensemble de trente-huit initiales ornées et historiées. La Bible de Lobbes est classée avec la qualification de trésor par un arrêté ministériel du 8 octobre 2012.